# منیژه ابری

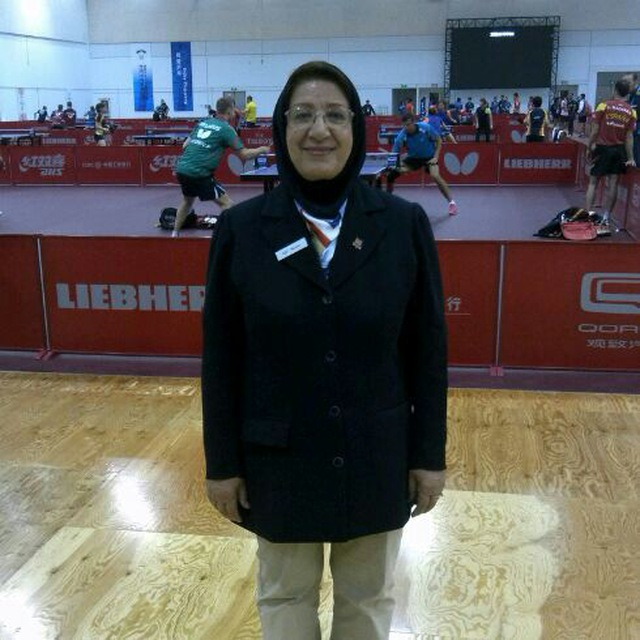

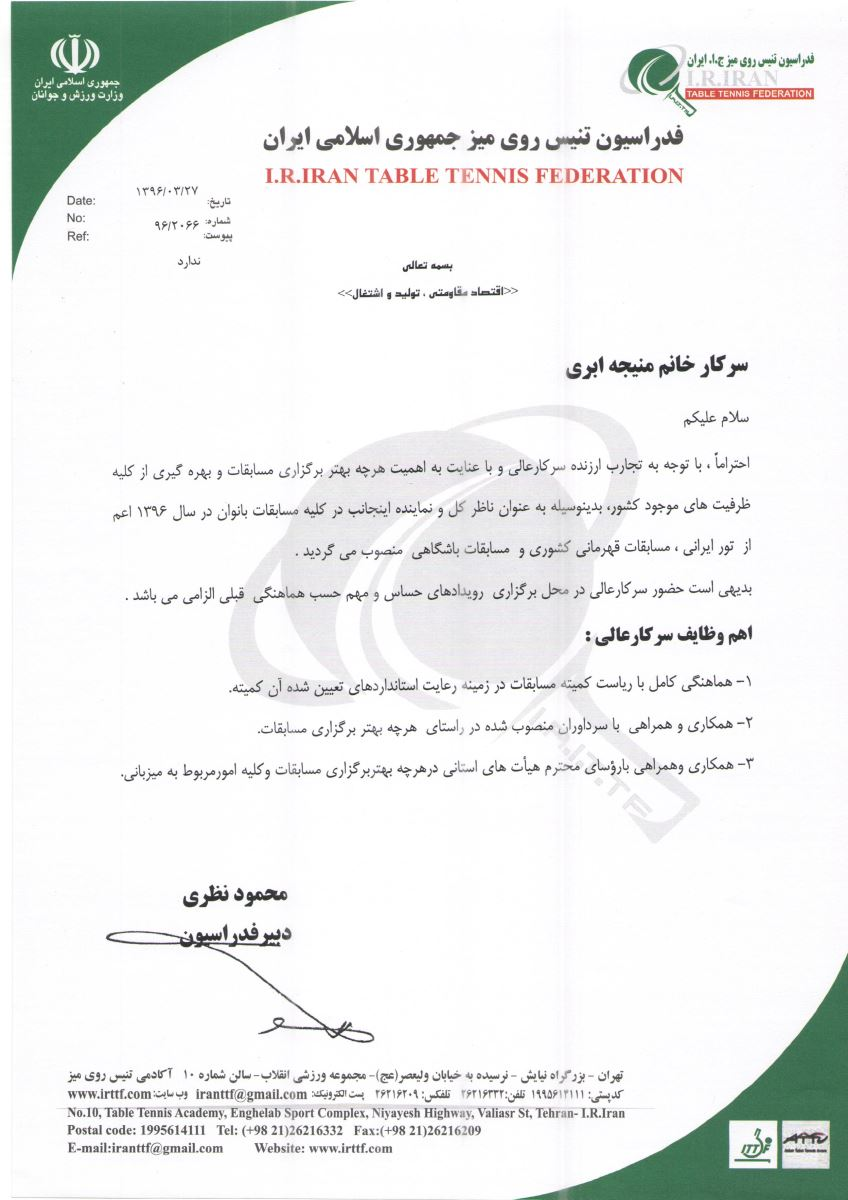
آخرین حکم خانم ابری از طرف فدراسیون

منیژه (ثریا) ابری متولد کرمانشاه داور بین‌المللی- مسئول سابق کمیته داوران فدراسیون، دبیر بازنشسته آموزش و پرورش، مسئول کمیته داوران دربخش زنان و دو سال درغیاب نایب رئیس بانوان سرپرستی قسمت بانوان را داشته‌است.
از سال ۱۳۴۴ ورزش تنیس روی میز را در کرمانشاه با مربیگری آقای غلام رزمجو آغاز نمود و در سال ۱۳۴۵ نیز ورزش بسکتبال را با مربیگری آقای اصغر عصری آغاز کرد.
در رشته تنیس روی میز سال‌ها مقام اول تیمی و انفرادی را در کرمانشاه داشت و در رشته بسکتبال عضو تیم ملی بود (مسابقات آسیایی تهران به علت مسئله زایمان از تیم ملی کنار کشید) و تا حدودی در رشته دو و میدانی با رسیدن به مقامهای مختلف در دو و پرتاب وزنه در سطح استان کرمانشاه (استان ۵ در قبل از انقلاب) و داوری والیبال نیز فعالیت داشت.
مدت ۳۵ سال است که داوری تنیس روی میز و به مدت ۲۰ سال است که حکم داوری بسکتبال را دارا می‌باشد.
ابری در مسابقات بین‌المللی زیادی داوری نموده است که از نمونه‌های آن می‌توان، مجارستان، اسپانیا و استرالیا را نام برد. در مسابقات کشورهای عربی در کویت هم داوری مسابقات را بر عهده داشت.
هم اکنون با ابلاغ دبیر فدراسیون منیژه ابری به عنوان ناظر کل و نماینده دبیر فدراسیون در کلیه مسابقات بانوان در سال 1396 منصوب شد